# Przespolew (historia)

## HistoriaPrzespolewai jego parafii
Wszystkie źródła drukowane podają, że nazwa miejscowości wywodzi się od starego rodu Przespolewskich. Początkowo wieś nazywała się Przespolewo, a źródła XVI-wieczne podają już dwie jej nazwy: Przesplew Pański i Przespolew Kościelny, nie wyjaśniając podstawy ich wyodrębnienia. Pierwsze wzmianki o kościele parafialnym pochodzą z 1333 roku, kiedy to jeden z rodu Przespolewskich (nie wymienia się jego imienia) przyczynił się do wybudowania i uposażenia prawdopodobnie drewnianej świątyni pod wezwaniem św. Katarzyny.
Majątek Przespolew został podzielony ze względu na jakiś konflikt z kościołem. Jest również wersja mówiąca o tym, że jeden z Przespolewskich podzielił go między synów – jeden z nich był stanu duchownego.
Kościół pod wezwaniem św. Katarzyny (drewniany)w Przespolewie ufundowali Przespolewscy, pierwsze przekazy pochodzą z 1333 r. W tamtym okresie parafię zamieszkiwało ok. 300 osób.
Pierwszym proboszczem parafii był Albert Przespolewski, syn jednego z posiadaczy Przespolewa, przed nim parafią opiekował się proboszcz z Malanowa. Do kościoła w Przespolewie przychodzili mieszkańy Przespolewa, Poroża, Skarżyna, Skarżynka i Będziechowa.
Parafia była biedna. W XVIII w. Przespolew przejęli Zarembowie herbu Zaremba. W połowie XVIII w. drewniany kościół spłonął, na jego miejscu zbudowano nowy, który spłonął na początku XX w. od uderzenia pioruna. Nowy trzynawowy, w stylu neobarokowym kościół wybudowano w latach 1910-1914.
W czasie II wojny kościół został ograbiony ze wszystkiego i zrujnowany, a parafia w czasie okupacji bardzo wiele wycierpiała. Na terenie parafii było getto dla Żydów.